# 財叔之橫掃千軍
《財叔之橫掃千軍》是1991年上映的一部香港動作片，由程小東、徐克執導，由石天、梁家輝、張學友、袁潔瑩 及高麗虹領銜主演，影片改編自漫畫作者許冠文著作漫畫《財叔》。

## 演員
- 石天飾 財叔
- 梁家輝 飾 板垣正
- 張學友 飾 牛精洪
- 袁潔瑩 飾 天鳳
- 元奎 飾 大鼻林
- 高麗虹 飾 金璧輝/川島芳子
- 朱江 飾 孟大海
- 史美儀 飾 溥儀
- 祁鑛雄 飾 小靈精
- 招文茵 飾 蘭女

## 外部連結
- 香港影庫上《財叔之橫掃千軍》的資料（繁體中文）